# Kadethinahalli, Shikarpur
Kadethinahalli là một làng thuộc tehsil Shikarpur, huyện Shimoga, bang Karnataka, Ấn Độ.